# Democrinus
Democrinus is een geslacht van gesteelde zeelelies uit de familie Bourgueticrinidae. De naam van het geslacht werd in 1883 gepubliceerd door Edmond Perrier. In die periode, niet lang na het verschijnen van On the origin of species van Charles Darwin, zochten veel zoölogen naar levensvormen die een link konden leggen tussen bekende fossielen en moderne organismen. Speciale aandacht hadden daarbij zogenaamde levende fossielen: organismen waarvan iedereen dacht dat ze al lang waren uitgestorven omdat ze alleen als fossiel bekend waren. De levende gesteelde zeelelie die door Edmond Perrier in 1882 van grote diepte was opgedregd tijdens een onderzoekstocht met het Franse schip Travailleur, kreeg dan ook relatief veel aandacht. De vondst werd al het volgende jaar wereldkundig gemaakt.
Het materiaal waarop de beschrijving is gebaseerd, kwam van 1900 meter diepte voor de Atlantische kust van Marokko. Perrier vernoemde de voorlopig enige soort in het nieuwe geslacht naar T. Parfait, commandant van de Travailleur.

## Soorten
- Democrinus aoteanus McKnight, 1973
- Democrinus brevis (A.H. Clark, 1909)
- Democrinus chuni (Döderlein, 1907)
- Democrinus conifer (A.H. Clark, 1909)
- Democrinus japonicus (Gislén, 1927)
- Democrinus nodipes (Döderlein, 1907)
- Democrinus parfaiti Perrier, 1883
- Democrinus rawsonii (Pourtalès, 1874)
- Democrinus weberi (Döderlein, 1907)